# Elia Gaggini

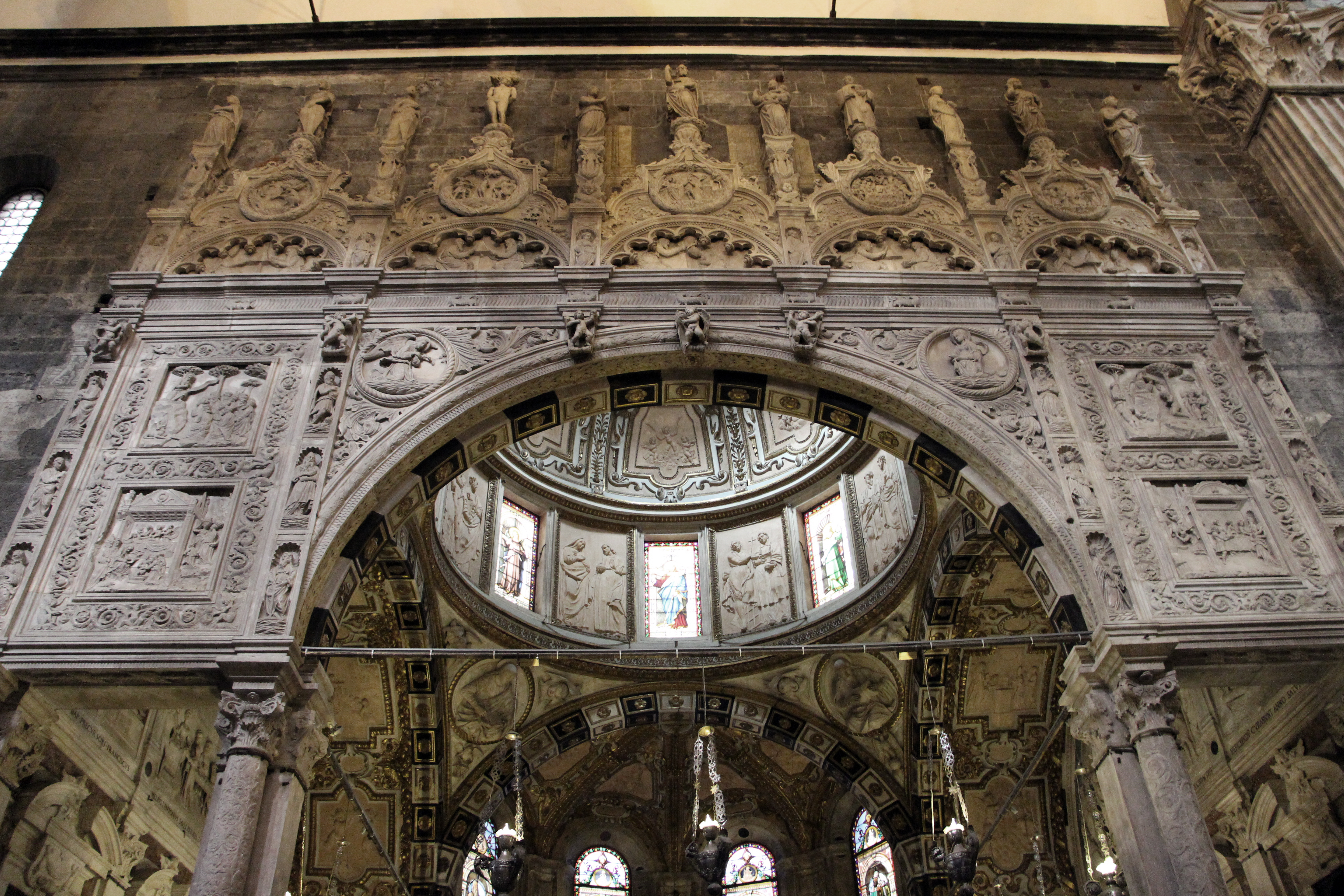
Elia Gagini und Domenico: Kapelle des Heiligen Johannes des Täufers, außenansicht, Kathedrale von Genua, 1465

Elia Gaggini (* um 1425 in Bissone; † zwischen 1481 und 1511 in Genua) war ein Tessiner Bildhauer, sowie ein Neffe von Domenico Gagini.

## Leben
Gaggini war der Sohn eines Jacopo Gaggini. Da er aus Bissone stammte wurde er auch „Elia da Bissone“ genannt, der 1442 in der „Loggia Comunale“ in Udine arbeitete. Gaggini wird dort um 1441 gemeinsam mit anderen Künstlern aus der Lombardei wie Lorenzo di Martino und Amicino da Como als Arbeiter in der Loggia del Lionello erwähnt.
In Genua war er zunächst am 8. März 1457 als Gehilfe oder Vorarbeiter lateinisch laborator et factor seines Onkels Domenico Gaggini tätig und quittierte für diesen den Empfang von 70 Lira als Restzahlung für die durchgeführten Arbeiten. Sie arbeiteten gemeinsam an der Ausführung des Aufsatzes in der Kapelle des Heiligen Johannes des Täufers (italienisch cappella di S. Giambattista) in der genuesischen Kathedrale San Lorenzo; ein Werk, das er nach der Abreise seines Onkels nach Neapel und Sizilien fertigstellte. Dieser Onkel überließ ihm am 2. Mai 1465 bei der Auflösung der Werkstatt ein bereits zuvor schon genutztes Haus auf 6 Jahre zur Miete. Für das Jahr 1472 wird er im Zusammenhang mit einer Lieferung von Säulen nach Sevilla erwähnt. Er schloss am 14. Mai 1480 einen Vertrag mit dem Baumeisters Corrado di Gazino da Bissone, ein lateinisch magister antelami, dass er dessen Sohn Giacomo als Lehrling einstellen und ausbilden soll. Im folgenden Jahr mietete er ein Marmorlager an der Cattaneo-Brücke in Genua.
Laut einem Gutachten eines Romerio da Campione vom 25. April 1511, in dem er als verstorben erwähnt wird, soll Gaggini mit Jacopo da Maroggia und Battista Carlone ein Altarwerk Nostra Signora delle Rose für die Kirche Santa Maria di Castello ausgeführt haben. Teile des Altars, der zwischen 1478 und 1483 angefertigt wurde, sind im Gebäude verteilt. Er ist nicht identisch mit dem lombardischen Architekten Elia di Bartolommeo da Ponte (Ponte bei Bissone, Lugano).

## Werke
- 1441, Artefakte, dokumentiertes Werk, Auftrag für den Bau der städtischen Loggia in Udine.
- 1450–1465, Prospekt, Ausführung von Marmorarbeiten für den Außenbereich in Zusammenarbeit mit seinem Onkel Domenico Gagini, 1448 in Auftrag gegeben, die im Giebel der Kapelle des Heiligen Johannes des Täufers in der Kathedrale von San Lorenzo in Genua zu sehen sind.
- 15. Jahrhundert, Cuspidi, Marmorkunstwerk mit der Darstellung der Rosenkranzmadonna zwischen dem heiligen Dominikus und dem heiligen Märtyrer Petrus von Verona, das in der Kirche Santa Maria di Castello in Genua steht.
- 15. Jahrhundert, Altarbild, Artefakt aus Marmor, aufbewahrt in der Wallfahrtskirche Santa Maria Bianca in Porto Venere.
- 15. Jahrhundert, Girlande, Artefakt aus Marmor mit dem Monogramm Christi und den beiden Figuren Abrahams, das Werk wird in der Kirche Santa Maria di Castello in Genua aufbewahrt.
- 15. Jahrhundert, Tabernakel, Artefakt aus Marmor, aufbewahrt in der Kirche Santa Maria di Castello in Genua.